# Supernova (historieta)
Supernova fue una serie de historietas creada por el guionista Víctor Mora y el dibujante José Bielsa para la revista "Súper Mortadelo" de Editorial Bruguera en 1972. A su protagonista se la considera la primera heroína liberada del cómic español, en la senda de Barbarella (1962) de Jean-Claude Forest.

## Trayectoria editorial
Supernova forma parte de las nuevas series de grafismo realista que Bruguera encargó entonces a dibujantes nuevos o de prestigio (Borrell, Buylla, Cuyás, Edmond, Adolfo Usero), lo que desató cierto optimismo en el sector.
En 1972, sus aventuras empezaron a recopilarse en álbumes monográficos en el seno de la "Colección Grandes Aventuras Juveniles" (1971), que compartía con otras series de grafismo realista de la casa: Astroman, Aventura en el fondo del mar, El Corsario de Hierro, Dani Futuro, Roldán sin Miedo y El Sheriff King.
A partir de 1973, fue continuada por Edmond.

## Valoración
En opinión del investigador Tino Regueira, José Bielsa da en ella todo «un recital de trazo y ritmo».